# 1000 km di Spa 2011
L'edizione 2011 della 1000 km di Spa si è corsa il 7 maggio sul circuito di Spa-Francorchamps. Essa è stata anche la seconda gara della stagione 2011 della Le Mans Series e la seconda gara della stagione 2011 della Le Mans Intercontinental Cup. La gara è stata vinta dal team Peugeot Sport Total con i piloti Alexander Wurz, Anthony Davidson e Marc Gené. La categoria LMP2 ha visto la vittoria del team TDS Racing con i piloti Mathias Beche, Pierre Thiriet e Jody Firth. La categoria GTE Pro ha visto la vittoria del team AF Corse con i piloti Giancarlo Fisichella e Gianmaria Bruni. La categoria FLM ha visto la vittoria del team Pegasus Racing con i piloti Mirco Schultis, Patrick Simon e Julien Schell. La categoria GTE Am ha visto la vittoria del team IMSA Performance Matmut con i piloti Raymond Narac e Nicolas Armindo.

## Risultati
| Pos    | Classe  | #  | Team                     | Piloti                                                   | Telaio                               | Gomme | Giri |
| Pos    | Classe  | #  | Team                     | Piloti                                                   | Motore                               | Gomme | Giri |
| ------ | ------- | -- | ------------------------ | -------------------------------------------------------- | ------------------------------------ | ----- | ---- |
| 1      | LMP1    | 7  | Peugeot Sport Total      | Alexander Wurz Anthony Davidson Marc Gené                | Peugeot 908                          | M     | 161  |
| 1      | LMP1    | 7  | Peugeot Sport Total      | Alexander Wurz Anthony Davidson Marc Gené                | Peugeot HDi 3.7 L Turbo V8 (Diesel)  | M     | 161  |
| 2      | LMP1    | 8  | Peugeot Sport Total      | Franck Montagny Stéphane Sarrazin Nicolas Minassian      | Peugeot 908                          | M     | 161  |
| 2      | LMP1    | 8  | Peugeot Sport Total      | Franck Montagny Stéphane Sarrazin Nicolas Minassian      | Peugeot HDi 3.7 L Turbo V8 (Diesel)  | M     | 161  |
| 3      | LMP1    | 3  | Audi Sport North America | Allan McNish Rinaldo Capello Tom Kristensen              | Audi R18 TDI                         | M     | 160  |
| 3      | LMP1    | 3  | Audi Sport North America | Allan McNish Rinaldo Capello Tom Kristensen              | Audi TDI 3.7 L Turbo V6 (Diesel)     | M     | 160  |
| 4      | LMP1    | 1  | Audi Sport Team Joest    | Timo Bernhard Romain Dumas Mike Rockenfeller             | Audi R18 TDI                         | M     | 159  |
| 4      | LMP1    | 1  | Audi Sport Team Joest    | Timo Bernhard Romain Dumas Mike Rockenfeller             | Audi TDI 3.7 L Turbo V6 (Diesel)     | M     | 159  |
| 5      | LMP1    | 2  | Audi Sport Team Joest    | André Lotterer Benoît Tréluyer Marcel Fässler            | Audi R18 TDI                         | M     | 158  |
| 5      | LMP1    | 2  | Audi Sport Team Joest    | André Lotterer Benoît Tréluyer Marcel Fässler            | Audi TDI 3.7 L Turbo V6 (Diesel)     | M     | 158  |
| 6      | LMP1    | 16 | Pescarolo Team           | Emmanuel Collard Christophe Tinseau Julien Jousse        | Pescarolo 01 Evo                     | M     | 156  |
| 6      | LMP1    | 16 | Pescarolo Team           | Emmanuel Collard Christophe Tinseau Julien Jousse        | Judd GV5 S2 5.0 L V10                | M     | 156  |
| 7      | LMP1    | 12 | Rebellion Racing         | Neel Jani Nicolas Prost                                  | Lola B10/60                          | M     | 156  |
| 7      | LMP1    | 12 | Rebellion Racing         | Neel Jani Nicolas Prost                                  | Toyota RV8KLM 3.4 L V8               | M     | 156  |
| 8      | LMP1    | 9  | Peugeot Sport Total      | Sébastien Bourdais Pedro Lamy Simon Pagenaud             | Peugeot 908                          | M     | 155  |
| 8      | LMP1    | 9  | Peugeot Sport Total      | Sébastien Bourdais Pedro Lamy Simon Pagenaud             | Peugeot HDi 3.7 L Turbo V8 (Diesel)  | M     | 155  |
| 9      | LMP1    | 13 | Rebellion Racing         | Jean-Christophe Boullion Andrea Belicchi                 | Lola B10/60                          | M     | 155  |
| 9      | LMP1    | 13 | Rebellion Racing         | Jean-Christophe Boullion Andrea Belicchi                 | Toyota RV8KLM 3.4 L V8               | M     | 155  |
| 10     | LMP1    | 10 | Team Oreca-Matmut        | Nicolas Lapierre Loïc Duval Olivier Panis                | Peugeot 908 HDi FAP                  | M     | 152  |
| 10     | LMP1    | 10 | Team Oreca-Matmut        | Nicolas Lapierre Loïc Duval Olivier Panis                | Peugeot HDi 5.5 L Turbo V12 (Diesel) | M     | 152  |
| 11     | LMP2    | 46 | TDS Racing               | Mathias Beche Pierre Thiriet Jody Firth                  | Oreca 03                             | M     | 150  |
| 11     | LMP2    | 46 | TDS Racing               | Mathias Beche Pierre Thiriet Jody Firth                  | Nissan VK45DE 4.5 L V8               | M     | 150  |
| 12     | LMP2    | 45 | Boutsen Energy Racing    | Dominik Kraihamer Nicolas de Crem                        | Oreca 03                             | D     | 150  |
| 12     | LMP2    | 45 | Boutsen Energy Racing    | Dominik Kraihamer Nicolas de Crem                        | Nissan VK45DE 4.5 L V8               | D     | 150  |
| 13     | LMP2    | 42 | Strakka Racing           | Danny Watts Jonny Kane Nick Leventis                     | HPD ARX-01d                          | M     | 150  |
| 13     | LMP2    | 42 | Strakka Racing           | Danny Watts Jonny Kane Nick Leventis                     | HPD HR28TT 2.8 L Turbo V6            | M     | 150  |
| 14     | LMP2    | 43 | RLR msport               | Barry Gates Rob Garofall Simon Phillips                  | MG-Lola EX265                        | D     | 147  |
| 14     | LMP2    | 43 | RLR msport               | Barry Gates Rob Garofall Simon Phillips                  | Judd-BMW HK 3.6 L V8                 | D     | 147  |
| 15     | LMP2    | 26 | Signatech Nissan         | Franck Mailleux Soheil Ayari Lucas Ordoñez               | Oreca 03                             | D     | 146  |
| 15     | LMP2    | 26 | Signatech Nissan         | Franck Mailleux Soheil Ayari Lucas Ordoñez               | Nissan VK45DE 4.5 L V8               | D     | 146  |
| 16     | GTE Pro | 51 | AF Corse                 | Giancarlo Fisichella Gianmaria Bruni                     | Ferrari 458 GTC                      | M     | 144  |
| 16     | GTE Pro | 51 | AF Corse                 | Giancarlo Fisichella Gianmaria Bruni                     | Ferrari 4.5 L V8                     | M     | 144  |
| 17     | GTE Pro | 89 | Hankook Team Farnbacher  | Dominik Farnbacher Allan Simonsen                        | Ferrari 458 GTC                      | H     | 144  |
| 17     | GTE Pro | 89 | Hankook Team Farnbacher  | Dominik Farnbacher Allan Simonsen                        | Ferrari 4.5 L V8                     | H     | 144  |
| 18     | GTE Pro | 56 | BMW Motorsport           | Uwe Alzen Andy Priaulx                                   | BMW M3 GT2                           | D     | 144  |
| 18     | GTE Pro | 56 | BMW Motorsport           | Uwe Alzen Andy Priaulx                                   | BMW 4.0 L V8                         | D     | 144  |
| 19     | FLM     | 95 | Pegasus Racing           | Mirco Schultis Patrick Simon Julien Schell               | Oreca FLM09                          | M     | 144  |
| 19     | FLM     | 95 | Pegasus Racing           | Mirco Schultis Patrick Simon Julien Schell               | Chevrolet LS3 6.2 L V8               | M     | 144  |
| 20     | GTE Pro | 55 | BMW Motorsport           | Jörg Müller Augusto Farfus                               | BMW M3 GT2                           | D     | 143  |
| 20     | GTE Pro | 55 | BMW Motorsport           | Jörg Müller Augusto Farfus                               | BMW 4.0 L V8                         | D     | 143  |
| 21     | GTE Pro | 79 | JOTA                     | Simon Dolan Sam Hancock                                  | Aston Martin V8 Vantage GT2          | D     | 141  |
| 21     | GTE Pro | 79 | JOTA                     | Simon Dolan Sam Hancock                                  | Aston Martin 4.5 L V8                | D     | 141  |
| 22     | GTE Pro | 75 | Prospeed Competition     | Marco Holzer Marc Goossens                               | Porsche 997 GT3-RSR                  | M     | 141  |
| 22     | GTE Pro | 75 | Prospeed Competition     | Marco Holzer Marc Goossens                               | Porsche 4.0 L Flat-6                 | M     | 141  |
| 23     | FLM     | 93 | Genoa Racing             | Jens Petersen Elton Julian Christian Zugel               | Oreca FLM09                          | M     | 141  |
| 23     | FLM     | 93 | Genoa Racing             | Jens Petersen Elton Julian Christian Zugel               | Chevrolet LS3 6.2 L V8               | M     | 141  |
| 24     | GTE Am  | 67 | IMSA Performance Matmut  | Raymond Narac Nicolas Armindo                            | Porsche 997 GT3-RSR                  | M     | 140  |
| 24     | GTE Am  | 67 | IMSA Performance Matmut  | Raymond Narac Nicolas Armindo                            | Porsche 4.0 L Flat-6                 | M     | 140  |
| 25     | GTE Am  | 61 | AF Corse                 | Piergiuseppe Perazzini Marco Cioci Stéphane Lémeret      | Ferrari F430 GTE                     | M     | 140  |
| 25     | GTE Am  | 61 | AF Corse                 | Piergiuseppe Perazzini Marco Cioci Stéphane Lémeret      | Ferrari 4.0 V8                       | M     | 140  |
| 26     | GTE Am  | 50 | Larbre Compétition       | Patrick Bornhauser Julien Canal Gabriele Gardel          | Chevrolet Corvette C6.R              | M     | 139  |
| 26     | GTE Am  | 50 | Larbre Compétition       | Patrick Bornhauser Julien Canal Gabriele Gardel          | Chevrolet 5.5 L V8                   | M     | 139  |
| 27     | GTE Am  | 63 | Proton Competition       | Christian Ried Niek Hommerson                            | Porsche 997 GT3-RSR                  | M     | 139  |
| 27     | GTE Am  | 63 | Proton Competition       | Christian Ried Niek Hommerson                            | Porsche 4.0 L Flat-6                 | M     | 139  |
| 28     | GTE Am  | 88 | Team Felbermayr-Proton   | Horst Felbermayr, Jr. Bryce Miller                       | Porsche 997 GT3-RSR                  | M     | 137  |
| 28     | GTE Am  | 88 | Team Felbermayr-Proton   | Horst Felbermayr, Jr. Bryce Miller                       | Porsche 4.0 L Flat-6                 | M     | 137  |
| 29     | GTE Am  | 62 | CRS Racing               | Pierre Ehret Shaun Lynn Roger Willis                     | Ferrari F430 GTE                     | M     | 137  |
| 29     | GTE Am  | 62 | CRS Racing               | Pierre Ehret Shaun Lynn Roger Willis                     | Ferrari 4.0 V8                       | M     | 137  |
| 30     | GTE Am  | 70 | Kessel Racing            | Michał Broniszewski Philipp Peter                        | Ferrari F430 GTE                     | M     | 135  |
| 30     | GTE Am  | 70 | Kessel Racing            | Michał Broniszewski Philipp Peter                        | Ferrari 4.0 L V8                     | M     | 135  |
| 31     | GTE Am  | 57 | Krohn Racing             | Tracy Krohn Niclas Jönsson                               | Ferrari F430 GTE                     | D     | 134  |
| 31     | GTE Am  | 57 | Krohn Racing             | Tracy Krohn Niclas Jönsson                               | Ferrari 4.0 V8                       | D     | 134  |
| 32     | LMP2    | 35 | OAK Racing               | Patrice Lafargue Fréderic Da Rocha Andrea Barlesi        | OAK Pescarolo 01                     | D     | 134  |
| 32     | LMP2    | 35 | OAK Racing               | Patrice Lafargue Fréderic Da Rocha Andrea Barlesi        | Judd-BMW HK 3.6 L V8                 | D     | 134  |
| 33     | GTE Pro | 66 | JMW Motorsport           | Robert Bell James Walker                                 | Ferrari 458 GTC                      | D     | 132  |
| 33     | GTE Pro | 66 | JMW Motorsport           | Robert Bell James Walker                                 | Ferrari 4.5 L V8                     | D     | 132  |
| 34     | LMP2    | 40 | Race Performance         | Michel Frey Ralph Meichtry Marc Rostan                   | Oreca 03                             | D     | 132  |
| 34     | LMP2    | 40 | Race Performance         | Michel Frey Ralph Meichtry Marc Rostan                   | Judd-BMW HK 3.6 L V8                 | D     | 132  |
| 35     | GTE Pro | 77 | Team Felbermayr-Proton   | Marc Lieb Richard Lietz                                  | Porsche 997 GT3-RSR                  | M     | 129  |
| 35     | GTE Pro | 77 | Team Felbermayr-Proton   | Marc Lieb Richard Lietz                                  | Porsche 4.0 L Flat-6                 | M     | 129  |
| 36     | FLM     | 92 | Neil Garner Motorsport   | John Hartshorne Steve Keating Phil Keen                  | Oreca FLM09                          | M     | 125  |
| 36     | FLM     | 92 | Neil Garner Motorsport   | John Hartshorne Steve Keating Phil Keen                  | Chevrolet LS3 6.2 L V8               | M     | 125  |
| 37     | LMP2    | 41 | Greaves Motorsport       | Gary Chalandon Karim Ojjeh Tom Kimber-Smith              | Zytek Z11SN                          | D     | 123  |
| 37     | LMP2    | 41 | Greaves Motorsport       | Gary Chalandon Karim Ojjeh Tom Kimber-Smith              | Nissan VK45DE 4.5 L V8               | D     | 123  |
| 38     | LMP2    | 44 | Extrême Limite AM Paris  | Fabien Rosier Maurice Basso Jean-Marc Luco               | Norma M200P                          | D     | 122  |
| 38     | LMP2    | 44 | Extrême Limite AM Paris  | Fabien Rosier Maurice Basso Jean-Marc Luco               | Judd-BMW HK 3.6 L V8                 | D     | 122  |
| 39     | LMP1    | 23 | MIK Corse                | Máximo Cortés Ferdinando Geri Giacomo Piccini            | Zytek 09SC - Hybrid                  | D     | 174  |
| 39     | LMP1    | 23 | MIK Corse                | Máximo Cortés Ferdinando Geri Giacomo Piccini            | Zytek ZG348 3.4 L V8                 | D     | 174  |
| 40     | GTE Pro | 64 | Lotus Jetalliance        | Martin Rich Oskar Slingerland                            | Lotus Evora GTE                      | M     | 119  |
| 40     | GTE Pro | 64 | Lotus Jetalliance        | Martin Rich Oskar Slingerland                            | Toyota (Cosworth) 4.0 L V6           | M     | 119  |
| 41     | FLM     | 99 | JMB Racing               | Manuel Rodrigues Jean-Marc Menahem                       | Oreca FLM09                          | M     | 117  |
| 41     | FLM     | 99 | JMB Racing               | Manuel Rodrigues Jean-Marc Menahem                       | Chevrolet LS3 6.2 L V8               | M     | 117  |
| 42 SQ  | FLM     | 91 | Hope Racing              | Nicolas Marroc Luca Moro Zhang Shan Qi                   | Oreca FLM09                          | M     | 144  |
| 42 SQ  | FLM     | 91 | Hope Racing              | Nicolas Marroc Luca Moro Zhang Shan Qi                   | Chevrolet LS3 6.2 L V8               | M     | 144  |
| 43 RIT | GTE Pro | 71 | AF Corse                 | Jaime Melo Toni Vilander                                 | Ferrari 458 GTC                      | M     | 137  |
| 43 RIT | GTE Pro | 71 | AF Corse                 | Jaime Melo Toni Vilander                                 | Ferrari 4.5 L V8                     | M     | 137  |
| 44 RIT | GTE Am  | 82 | CRS Racing               | Phil Quaife Adam Christodoulou Klaas Hummel              | Ferrari F430 GTE                     | M     | 137  |
| 44 RIT | GTE Am  | 82 | CRS Racing               | Phil Quaife Adam Christodoulou Klaas Hummel              | Ferrari 4.0 L V8                     | M     | 137  |
| 45 NC  | GTE Am  | 60 | Gulf AMR Middle East     | Fabien Giroix Roald Goethe Michael Wainright             | Aston Martin V8 Vantage GT2          | D     | 108  |
| 45 NC  | GTE Am  | 60 | Gulf AMR Middle East     | Fabien Giroix Roald Goethe Michael Wainright             | Aston Martin 4.5 L V8                | D     | 108  |
| 46 RIT | LMP1    | 20 | Quifel ASM Team          | Miguel Amaral Olivier Pla                                | Zytek 09SC                           | D     | 106  |
| 46 RIT | LMP1    | 20 | Quifel ASM Team          | Miguel Amaral Olivier Pla                                | Zytek ZG348 3.4 L V8                 | D     | 106  |
| 47 RIT | GTE Am  | 72 | AF Corse                 | Robert Kauffman Rui Águas                                | Ferrari F430 GTE                     | M     | 105  |
| 47 RIT | GTE Am  | 72 | AF Corse                 | Robert Kauffman Rui Águas                                | Ferrari 4.0 V8                       | M     | 105  |
| 48 RIT | GTE Pro | 59 | Luxury Racing            | Stéphane Ortelli Frédéric Makowiecki                     | Ferrari 458 GTC                      | M     | 64   |
| 48 RIT | GTE Pro | 59 | Luxury Racing            | Stéphane Ortelli Frédéric Makowiecki                     | Ferrari 4.5 L V8                     | M     | 64   |
| 49 RIT | LMP2    | 39 | Pecom Racing             | Matías Russo Luís Pérez Companc Pierre Kaffer            | Lola B11/40                          | M     | 60   |
| 49 RIT | LMP2    | 39 | Pecom Racing             | Matías Russo Luís Pérez Companc Pierre Kaffer            | Judd-BMW HK 3.6 L V8                 | M     | 60   |
| 50 RIT | LMP2    | 33 | Level 5 Motorsports      | Scott Tucker Christophe Bouchut João Barbosa             | Lola B08/80                          | M     | 59   |
| 50 RIT | LMP2    | 33 | Level 5 Motorsports      | Scott Tucker Christophe Bouchut João Barbosa             | HPD HR28TT 2.8 L Turbo V6            | M     | 59   |
| 51 RIT | GTE Pro | 65 | Lotus Jetalliance        | James Rossiter Johnny Mowlem Jonathan Hirschi            | Lotus Evora GTE                      | M     | 21   |
| 51 RIT | GTE Pro | 65 | Lotus Jetalliance        | James Rossiter Johnny Mowlem Jonathan Hirschi            | Toyota (Cosworth) 4.0 L V6           | M     | 21   |
| 52 RIT | GTE Pro | 76 | IMSA Performance Matmut  | Patrick Pilet Wolf Henzler                               | Porsche 997 GT3-RSR                  | M     | 16   |
| 52 RIT | GTE Pro | 76 | IMSA Performance Matmut  | Patrick Pilet Wolf Henzler                               | Porsche 4.0 L Flat-6                 | M     | 16   |
| 53 RIT | GTE Pro | 58 | Luxury Racing            | Anthony Beltoise François Jakubowski Jean-Denis Délétraz | Ferrari 458 GTC                      | M     | 4    |
| 53 RIT | GTE Pro | 58 | Luxury Racing            | Anthony Beltoise François Jakubowski Jean-Denis Délétraz | Ferrari 4.5 L V8                     | M     | 4    |
| NP     | LMP1    | 15 | OAK Racing               | Matthieu Lahaye Pierre Ragues Guillaume Moreau           | OAK Pescarolo 01                     | D     | -    |
| NP     | LMP1    | 15 | OAK Racing               | Matthieu Lahaye Pierre Ragues Guillaume Moreau           | Judd DB 3.4 L V8                     | D     | -    |
| NP     | LMP2    | 36 | RML Group                | Mike Newton Thomas Erdos Ben Collins                     | HPD ARX-01d                          | D     | -    |
| NP     | LMP2    | 36 | RML Group                | Mike Newton Thomas Erdos Ben Collins                     | HPD HR28TT 2.8 L Turbo V6            | D     | -    |